# Carmi (Illinois)
Carmi – miasto w Stanach Zjednoczonych, w stanie Illinois, siedziba administracyjna hrabstwa White.